# 妖狐×僕SS
『妖狐×僕SS』（いぬぼくシークレットサービス）は、藤原ここあによる日本の漫画作品。スクウェア・エニックス刊『月刊ガンガンJOKER』2009年5月号（創刊号）から2014年3月号まで連載された。また、JOKERの姉妹誌である『月刊Gファンタジー』2010年5月号と『ヤングガンガン』2011年6号では特別編が出張掲載されている。2019年4月時点でコミックス累計発行部数は510万部を突破している。『月刊ガンガンJOKER』2011年8月号にてテレビアニメ化が発表され、2012年1月から3月まで放送された。略称は「犬ボク」もしくは「イヌボク」。

## あらすじ

### 第1章「prologue」
旧家・白鬼院家の令嬢として生まれた少女・白鬼院凜々蝶は大人に守ってもらわないと生きて行けない無力な自分や、常に家名が重視される環境に息苦しさを感じ、家を出て一人暮らしをすることにした。
家族は凜々蝶が家を出ることには反対しなかったが、条件として街の郊外にある「妖館」（あやかしかん）の異名を持つマンションであるメゾン・ド・章樫（あやかし）への居住を命じる。
メゾン・ド・章樫（妖館）は表向きは『厳重な審査をクリアした者しか入居を許されない高級マンション』だが、実は妖怪の先祖返りが住まうマンションだった。

### 第2章「if」
第1章から23年。高校入学を期に、凜々蝶は妖館へ入居した。一人になるために越してきたはずだったが、SSの御狐神双熾や賑やかな妖館の住人達との交流を通じて、徐々に周囲と打ち解けていく。
ある日開催された歓迎会を抜け出すと、妖館の前に一人の男性が立っていた。「久しぶり」と声を掛けるその人物と邂逅すると、凜々蝶は突然気を失ってしまう。

### 「interlude」
幕間。各登場人物に焦点を当てた短篇集。全5話。
舞台は第1章。

### 第3章「春に目覚める」
夏目の発案でタイムカプセルの準備をする妖館住人達。反ノ塚らが庭の木の根元に穴を掘り進めると、そこには既に箱が埋まっていた。不審がりつつも蓋を開けると、中からは住人達の名で書かれた複数の手紙が出てくる。
書いた覚えのない手紙に困惑する一同に、夏目から衝撃の事実が伝えられる。

## 舞台・用語
メゾン・ド・章樫（あやかし）
本作の舞台であり、主要人物たちの住むマンション。通称「妖館（あやかしかん）」。一世帯につき一人のSS（シークレットサービス）がつき、最強のセキュリティーを誇る最高級マンション。
その実態は妖怪の「先祖返り」である人間が純血の妖怪に狙われないよう身を寄せ合って助け合うシステムである。
設立者は悟ヶ原思紋。同マンションが全国各地に存在する。
SSはパートナーとなった住人と同じフロアに住まう。
表向きは、高額の家賃を払い、能力・家柄・経歴を認められた人間だけが住める場所とされている。
得体や素性の知れない人物が多いことから、近隣では「変人揃い」「お化け屋敷」と気味悪く思っている人間も多いが、実際に妖怪の関係者が多いので、あながち間違いでもない。
先祖返り
先祖が過去に妖怪と交わり、その妖怪の血を濃く受け継いで生まれてくる者たち。
先祖返りは始祖である妖怪の子と同じ日、同じ時間に同じ容姿、同じ性質を持って生まれる。そして稀に記憶を受け継ぎ、不思議と同じ運命を歩むと言われている。
一説では、朽ちない存在である妖怪が人間の腹を介して再生するよう変化したもの。そのため両親からの遺伝的な要素は関係なく、ただの母体である。
先祖返りの家系の多くは宗教染みた部分があり、その家の方針によっては先祖返りの自由を奪うこともある。
千年桜
思紋宅に存在する植物の姿をした妖怪。長い時間を司り、過去に未練がある者が近付けば過去へ引きずり込む性質を持つ妖怪で、帰りたい思い出の世界に引きずり込む袖引き狢とは違い、本物の「未練ある時間場所へ」行ける。
しかし過去へ戻ることの代償として、その人の肉体の時間が止まり、不老になってしまうが、死に直結するような攻撃をされると死亡するため、不死になるわけではない。

## 登場人物
声はテレビアニメ版の声優。

### 妖館住人
白鬼院 凜々蝶（しらきいん りりちよ）
声 - 日高里菜
本作の主人公。鬼の先祖返り。
第1章
4号室の入居人。2月21日生まれ。物語開始時15歳。A型。身長145センチメートル。一人称は「僕」。
長い黒髪に紫の瞳をした美少女だが、口を開けば心にもない悪態をついてしまうという幼少のころからの悪癖がある。
無意識にやってしまうもので本人にも制御できず、根は律儀かつ真面目な性格であるため、悪態をついた後は性分から自己嫌悪で落ち込む。野ばら曰く、ツンデレならぬツンしゅん。
旧家の令嬢だが有力な家柄ゆえの不遇や下心の透けた庇護を受け続け、個人としての価値の薄さに嫌気が差し、悪態・虚勢癖を持つようになった。
高校入学を期に環境を変えて悪癖を矯正するため、家を出て妖館で一人暮らしを始めた。
予定外に双熾が自分のSSとして契約をしているのを知り、当初は困惑していたものの、後に納得した上で契約を結ぶ。その後ある出来事がきっかけで双熾と交際を始めた。
蜻蛉とは拘束力のない許婚同士であり、幼少の頃から文通をしていた。
双熾から日常的に変質的な行動（ストーキングなど）を取られるが、本人的には彼を周囲ほど重大に変態だとは認識していない様子。
百鬼夜行を追っていた際の闘争により落命。享年16。
第2章（第1章の23年後）
高校1年生の15歳。1号室の入居人。転生前の記憶はない。
第1章とは違い、直接的ないじめを受けている場面はないが、同級生の心ない言葉により他人との関わり合いを拒絶するようになる。
妖館に入居後、面識のなかったはずの連勝との遭遇により前世の一部を思い出し、記憶の混濁により錯乱しかけたため、双熾から暗示をかけられ不都合な記憶を封じられる。
その後、蜻蛉の言葉によって第1章の記憶を思い出すものの、過去を悔いる気持ちを袖引き狢に利用されてしまう。
袖引き狢の出来事を経て全ての記憶を思い出した後、感情を整理するため双熾と契約を解消をする。その後、前世と今世の折り合いに悩むようになるも、百鬼夜行の真相を解明することを決意する。
終盤では双熾の変わらない本質を理解し、今世の双熾を受け入れ恋愛感情ではなくとも大切に思っていることを伝える。
第3章
百鬼夜行が発生した未来からの手紙を受け取り、残夏が読み取った23年間を受け百鬼夜行阻止を決意する。
タイムカプセルの出現により起こるはずだった手紙の取り違えがなくなったため双熾とは交際していない。
ifの未来では自分をかばったことで双熾が死亡したと気に病み、距離を取るようになる。
年明けに百鬼夜行が起こったと連絡を受けて一旦家に連れ戻されるも、妖館の日々が自分にとって大切なものだったと改めて気づき、仲間の元へ戻る。
その後双熾を連れ戻した御狐神家へ乗り込み、救出の際双熾と和解する。
第1章、第2章共通して全女性キャラの中で最も胸が小さい（Bカップ）。作者曰く、「胸にはついてないのに他に余分なお肉がついちゃった残念なパターン」。
全章通して虚弱で、程度の差はあれ喘息を患っている。主要女性キャラクター中で腕相撲は最も弱いとのこと。
御狐神 双熾（みけつかみ そうし）
声 - 中村悠一 / 沢城みゆき（第13話・子供双熾&双子） / 小野大輔（TVCM）
九尾の妖狐の先祖返り。
第1章
4号室・白鬼院凜々蝶のSS。12月19日生まれ。物語開始時22歳。AB型。身長186センチメートル。銀髪で瞳の色は右が青緑、左が金のオッドアイ。
一人称は「僕」。
常に低姿勢で礼儀正しく何かと人を誉める癖があるが、言質をとって人を言いくるめる、天然黒（ピュアブラック）と称される強かな一面も覗かせる。自ら「凜々蝶様の犬」を称し、とにかくどんな小さなことでも凜々蝶の役に立ちたいと言い張る。
立ち振る舞いはスマートだが、凜々蝶のみに対しては命令ならば自害も臆さず、トイレにもついてくるなど、かなり変質的・変態的である。後に判明するが、自室には凜々蝶の写真を貼っていたり、凜々蝶からの贈り物を保存している部屋がある（作者によると「言い逃れできないド変態」）。この現状は凜々蝶本人に完全にばれている（番外編での回想シーンより）。
先祖返りとしては強力な身体や分身・変化能力を持ち、様々なものに変化できる。卍里とは違い分身全てが実体であるため、一人が受けたダメージは全てに影響する。
実家は京都にあり、医療機器の研究などを行っている。
幼少期は実家の風習により軟禁されていたが、容姿と計算高さを武器に一族内の権力者に身を寄せたのち、青鬼院菖蒲に渡りをつけ保護される。そこで蜻蛉の話し相手兼世話係となり、自立するための資金を稼ぐようになる。
側仕えの一つで蜻蛉から許嫁である凜々蝶への手紙の代筆を頼まれ「蜻蛉」を演じていたが、手紙のやり取りを繰り返す内に凜々蝶の内面を知り、自身の内面にも影響を受け始める。その後凜々蝶に仕えるため妖館のSSになり、今に至る。
百鬼夜行にて、犬神命（後述）に殺害される。享年23。
第2章
1号室・白鬼院凜々蝶のSS。年齢は21歳。当初は眼鏡をかけている。
前世の記憶が蘇り、錯乱した凜々蝶に「前世（第1章）の御狐神双熾」として振舞う契約をする。度々不審な行動をとるため仲間内からは前世の記憶の保有と目的を疑われていた。
前世の記憶を完全に思い出した凜々蝶に契約解消を告げられる。その後は妖館から退居するが、残夏と協力して百鬼夜行の真相解明に乗り出す。
真相として今世の双熾には前世の記憶が一切無く、今世の凜々蝶への真摯な想いのみで動いていたことが判明する。前世の双熾を恨んでいたが、クロエの攻撃から自分をかばった凜々蝶の言葉を受け、前世の自分たちを救う決意をした。
第3章
未来からの手紙と残夏の予言を受け、百鬼夜行阻止を決意する。
ifの世界で凜々蝶と交際していたが、最期を知った凜々蝶から避けられるようになったため踏み込んで接することが出来なくなる。
百鬼夜行が始まったことで実家に強引に連れ戻され、拘束される。その後救出された際、凜々蝶と和解した。
主要男性キャラクターの中では最も腕相撲が強い。
反ノ塚 連勝（そりのづか れんしょう）
声 - 細谷佳正
一反木綿の先祖返り。
第1章
3号室の入居人。6月14日生まれ。物語開始時17歳。O型。身長180センチメートル。こげ茶の髪を無造作に束ねた褐色肌の青年。瞳の色は緑。顔の左側に蓮の花をイメージした刺青がある。
一人称は「俺」。
他の先祖返りと違って室内では変化していることが多い。実家は金融系。
実家が白鬼院家と近く、子供の頃から周囲との衝突が絶えなかった凜々蝶と相手の仲裁をしばしば行っており、自称「（凜々蝶の）兄貴」。おおらかで面倒見がよく、お兄ちゃん的立場になりやすい。
性格や嗜好は至ってノーマルであり、正反対の蜻蛉からは若干引かれている。好みの女性のタイプは年上の巨乳。普段は適当でだらしが無く脱力系全開だが、周りのことをきちんと見ることのできる人柄。
見た目は大人びており、刺青や普段の格好から「カタギに見えない」と言われ、当初は高校生であることも忘れ去られていた。
異性からは割とモテるが、必ず相手から振られるとのこと。野ばらの外見や性格が好みで、凜々蝶が妖館に来る何年も前に彼女に告白している。
第2章
他の住人と違い自分の力量を冷静に考え、自身や仲間を守る考えに徹し、百鬼夜行とは関わらず生存し41歳となった。
現在は家業に携わっており、野ばらと同居している。巨乳派であるため、第2章の野ばらの容姿を嘆いていた。転生後の先祖返り達を前世と今世は別人と割り切ろうとするも、感情的には気持ちの整理がついていない。
前世の自分たちへタイムカプセルを送る際、23年間葛藤しながらも生きてきた意味とはなんだったのか、と涙ながらに心情を吐露した。
第3章
未来からの手紙と残夏の預言を受け、百鬼夜行阻止の起こったifを知る。
ifの半生を詳細に知ることは避けたものの、手紙には自身の強い後悔が綴られており、守りに徹さず百鬼夜行に関わっていくこととなる。
百鬼夜行の発生を受け一旦帰省するも、野ばらの脱出を手伝い妖館へ戻る。
雪小路 野ばら（ゆきのこうじ のばら）
声 - 日笠陽子
雪女の先祖返り。
第1章
3号室・反ノ塚連勝のSS。1月6日生まれ。物語開始時21歳。AB型。身長168センチメートル（+ヒール）。白い髪に水色の瞳を持つ眼鏡巨乳美女。
一人称は「あたし」。
平常時はストイックかつクールな人物だが、女性グラビア誌を愛読するなど、女体へのこだわりが尋常ではなく女性を前にすると変質的になり、鼻血を出すこともしばしばある。残夏曰く「美人なのに惜しい」。
凜々蝶を「ツンしゅん」と命名した張本人。口癖は「メニアック」。この口癖は「マニアック」をネイティブのように発音したものを表記したもの。
端麗な容姿を持つが、自身を着飾ることには興味がなく、また自分が見られているという意識もないため、平気で下着姿を晒す。
大抵のことは何でもできるが食事に喜びを見出すタイプではなく、味に頓着しないため料理だけは壊滅的。
副業で先祖返りの性質を利用した霊障相談所を営んでいる。
「女性」であれば例外なく興味があるが、いわゆる男の娘には興味が無い。処女であることが示唆されている。
男性への扱いは適当かつドライ。特に蜻蛉との仲は（一方的に）険悪。だが、パートナーである連勝は信頼しているような描写がある。
百鬼夜行を追う内に闘争により落命。享年22。
第2章
中学3年生の14歳。成長期前であるため第1章とは違い小柄で貧乳で、髪もショート。凜々蝶の次に胸が小さい。
高校生になったら妖館のSSを務める予定でいたが、双熾と契約を解消した時点で、自身の嗜好から凜々蝶のSSを志望する。中学生での一人暮らしを反対され、現在は連勝と同居中。連勝をけなしまくるが、実際はよく世話を焼いている。第1章の記憶がある。
前世の記憶とは折り合いをつけて向き合っており、百鬼夜行の解明に対しても積極的である。
第3章
未来からの手紙と残夏の預言を受け、百鬼夜行阻止を決意する。
百鬼夜行の発生を受け一旦実家に帰省するも強引に見合いを仕組まれ、脱出のため連勝を呼び出し妖館に戻る。
青鬼院 蜻蛉（しょうきいん かげろう）
声 - 杉田智和
鬼の先祖返り。
第1章
2号室の入居人。4月13日生まれ。物語開始時22歳。B型。身長183センチメートル。長い黒髪を持ち、常に目元を覆うドミノマスクを装着している。髪は普段束ねているが、変化の際は降ろしている。瞳の色は青。
一人称は「私」。
俺様でやかましい変人。下ネタ同然の過激な言動が目立ち、一目で相手がSかMか見分けることができる。放浪癖持ちなので妖館にはあまり帰らず、戻ってくるなりいかがわしい土産をばらまく。
双熾の元主で、凜々蝶の婚約者。 凜々蝶から手紙を受けるが誰が見ても一目でわかる汚い字を書くため双熾に手紙の代筆を頼むも、徐々に仲良くなっていく彼に劣等感を抱いていた。筆跡は後に通信講座で練習して多少まともな字になった。過激な言動と裏腹に童貞である。寝起きからテンションが高い。
凜々蝶と双熾が付き合い始めたことで婚約関係は解消されたようで、呼称も「元許嫁殿」へと変わった。
観察眼が鋭く、時折他人の内心や性格に対して非常に核心的な発言をする。
誰の前でも尊大に振る舞うが、ちょっとした優しさも見せる。特にカルタに対しては、他とは違い家族愛に近いようなかわいがり方をしている。
放浪癖の割に寂しがり屋であり、夏休みには旅行に行っていたはずなのに何度も妖館へ帰ってきていた。
独自に百鬼夜行を追ううち、闘争により落命。享年24。
第2章
第1章と比べ短髪で、背も低くなっており、ドミノマスクの色も白になっている。凜々蝶と同学年の高校1年生で凜々蝶・ちのと同クラス。しかし4回留年しており、実年齢は19歳である（第21話時点で誕生日を迎えているが、本来は双熾・残夏の2学年下）。第1章の記憶がある。
3号室の入居人。第2章でも凜々蝶と婚約関係であるが、第1章とは違い、自身で手紙のやり取りをしていた。そのため、第1章よりも凜々蝶とは友人として親しい様子。後に凜々蝶に対して好意を持っていたことが示唆された。
凜々蝶に第1章の記憶を取り戻させる直前、初めて素顔が公開された。普段の仰々しい格好に対し、一重まぶたの和風な顔立ちである。
皆が千年桜を使おうと揉めている中で一人桜に触れ過去に戻ろうとするが、カルタに涙ながらに止められた。
女性の胸の大きさには特にこだわりがないらしく、「乳の大きさなど取るに足らんだろう」とのこと。
第3章
旅先にて残夏の連絡を受け、ifの未来を知る。
妖館には戻らず、百鬼夜行阻止のため独自に各地で情報収集に動いていた。
髏々宮 カルタ（ろろみや カルタ）
声 - 花澤香菜
がしゃどくろの先祖返り。
第1章
2号室・青鬼院蜻蛉のSS。5月15日生まれ。物語開始時15歳。B型。身長151センチメートル。ふわふわしたピンクの髪をツインテールにした女の子。瞳の色は赤茶。
一人称は「私」。名前の由来はカルタを「骨牌」とも書くことから。
人間時の可憐な外見とはうって変わり、変化姿は巨大な骸骨である。自身がそのまま変化する場合もあるが、瞬間的な時には駆動した所のみ（手を地面に入れる、手で空を切る等）部分的に変化する。
物静かで口数が少なく、一見エキセントリックな人物。幼少期のトラウマから現在の性格になったが、今ではそのことは忘れている。授業中に早弁するなど、食べることが大好きで、登場時には高確率で何かしら食している。食べ物をおいしく作る・楽しく食べることにも深いこだわりがあり、親しいものにはよくお裾分けしている。
卍里と幼馴染で仲が良く、恋人未満ではあるが特別な感情を抱いている。
学校では凜々蝶・卍里と同じクラスで、彼女を中心として3人で行動を供にしている。
大晦日に出かけた際に他の先祖返りに腹部を食いちぎられ、重体のまま何カ月も入院することになった。
命の策略により、妖怪としての本能を呼び起こされがしゃどくろの姿から戻れなくなる。最終的には野ばらを襲うなど、自我をなくしてしまった。
自我を失った後、純粋な妖怪と見なされ殺処理される。享年17。
第2章
20歳で2号室・渡狸卍里のSS。第1章の記憶がある。髪形はショートヘア。
第2章でも前世と変わらぬ態度で卍里に接するが、卍里に拒絶されてしまい拗ねてしまう。しかし、その後の卍里の第1章を彷彿させる発言によって涙を見せ、和解した。
先祖返りの掟で前世の情報を与えることを禁止されているため、記憶を無くした凜々蝶達と以前のように関わることが出来ず、強い寂しさを感じていた。
第3章
未来からの手紙と残夏の預言を受け、百鬼夜行阻止を決意する。
渡狸を心配し、百鬼夜行に関する凄惨な情報を渡狸が聞くことを止める。
百鬼夜行が発生し一旦家に戻ったものの、腫れ物を触るような扱いに心を痛める。半ば軟禁状態のところ、卍里の迎えで家を抜け出し妖館へ戻る。
渡狸 卍里（わたぬき ばんり）
声 - 江口拓也
豆狸の先祖返り。
第1章
1号室の入居人。10月10日生まれ。物語開始時15歳。O型。身長165センチメートル。染めた金髪（地毛は茶色〈凜々蝶には狸色と称された〉）で瞳の色は青。
一人称は「俺」。
変化するとかわいらしい豆狸の姿になる。自身はこの姿を嫌っており、凜々蝶に撫でられそうになったときには怒りを露わにしていた。
自称不良（ワル）。毎回不良の名言集が書かれた自作Tシャツを着ている。
一本気で、少々的外れだが他人を思いやれる優しい人柄。幼馴染であるカルタに想いを寄せており、彼女のことになると熱くなりすぎて、他人とよく衝突する。
カルタが力を使わなくてもいいよう強くなろうとしている。その様子を見た残夏から、前世でも他人のために行動していたことが窺える。
幼少期には蜻蛉・双熾・残夏の幼馴染トリオにいじられ弄ばれていた。
特に双熾から、苛められている姿を「かわいらしい」と言われたことから、双熾を宿敵「狐ヤロー」呼ばわりし、蜻蛉には今でも怯えている。
カルタが百鬼夜行により姿を消した後、カルタを追ううちに闘争に巻き込まれ落命。享年16。
第2章
2号室の入居人。中学2年生。年齢は13歳。第1章の記憶はない。
第2章では残夏達とは幼馴染では無いため交流が少なく、なおかつ苛められてもいないので、身体能力の高さから双熾へ尊敬の目を向けている。
第1章よりも幼く思春期であり、重ねてカルタが大人としてSSになっているため、劣等感に苛まれカルタにきつく当たってしまいがち。前世の記憶は無いものの、「強くなってカルタを守る」という信念は変わらず、それゆえに自分が弱く、カルタに守られる立場であることを歯がゆく思っている。
舎弟（近所の小学生）からは『渡狸さん』と慕われているが、友人の命からは下僕呼ばわりされるなど立場は低い様子。
前世や百鬼夜行の調査には関わっていないものの、偶然耳にした前世の事件にまつわる残夏の発言や、命から受けた手紙の意味がわからず困惑している。
第3章
未来からの手紙と残夏の預言を受け、百鬼夜行阻止を決意する。
ifの未来から2通の手紙を受け取る。百鬼夜行の首謀者である犬神命とifの自分との関係を知り、命を止めようとしている。
百鬼夜行が発生した際一旦帰省するが、武蔵野を説得し残夏とカルタを迎えに行く。
夏目 残夏（なつめ ざんげ）
声 - 宮野真守
百目の先祖返り。
第1章
1号室・渡狸卍里のSS。8月29日生まれ。物語開始時22歳。B型。身長179センチメートル。赤銅色の髪で、クラゲヘアの下半分を束ねている。瞳の色は銀。
頭に第1章では兎耳付きカチューシャをつけ、第2章ではシルクハットを被っている。政治家の家系で外務大臣を祖父に持つ。
一人称は「ボク」。
明るく掴みどころのない性格で飄々としているが、百目の能力上勘が鋭く、一個人としての洞察力も高い。そのため、初対面から凜々蝶の内面を言い当てており、妖館の住人達に対しておどけた調子ながら何かと世話を焼いている。
周囲の人物の過去や未来・思考にまつわる色々なものを「視る」力を持つ。それ故に子供の頃は他人の醜い部分ばかりを見て他人を評価していたが、蜻蛉に「物事は多面的だ。貴様は視野が狭い上に底意しか見てないからよく見ろ。」言われて考えを改める。
右目の包帯を外すとより強力に「視える」ようになるが、その分強い負担がかかる。
何でも自由自在に見えるわけではなく、視えやすさには様々な要素が絡み合っている。
双熾に懐いているが軽くあしらわれている。蜻蛉と仲が良く、共謀して騒ぐことも多い。
双熾が死亡した後、病死。享年24。
第2章
3号室・青鬼院蜻蛉のSS。年齢は21歳。
百鬼夜行が起こった後、行方不明になったカルタを捜しに行きたがった渡狸を制止したことに負い目を感じており、今世では距離を置いている。
渡狸を大切に思う気持ちは変わりなく、表立っては動かないものの有事には助言や手助けをして見守っている。
百目の性質ゆえか第1章・第2章と前世の記憶を持っていた。
第3章
未来からの手紙が出現したことによりifの未来を読み取り、百鬼夜行の阻止に尽力する。
手紙に詰まった膨大な情報を得るため百目の能力を酷使し、後にほとんど使えなくなる。
能力と身体的に限界を悟り、実家に帰省した際渡狸に辞職を申し出るも、説得を受け共に妖館へ戻る。
小人村 ちの（ことむら ちの）
声 - 豊崎愛生
コロボックルの先祖返り。
第1章
メイド1。5月13日生まれ。第1章の年齢は20歳。O型。茶髪で瞳の色は緑。
天真爛漫で、明るく気さくな女性であるが、英単語を間違えるなど天然発言が目立つ。あゆむ曰く「馬鹿」。
一人称は「私」。
猫月の機嫌が解るという特技がある。あゆむとはメイド同士のため、交流が多い。
百鬼夜行に巻き込まれ落命。
第2章
4号室の入居人。年齢は15歳で、身長160センチメートル。第2章では凜々蝶、蜻蛉の同級生となっている。
悪態をついてしまいクラスで孤立しがちな凜々蝶とは違い、クラスに友達はいるようである。蜻蛉のテンションについていけるなど、とても順応力が高い。『恐山』というプードルを飼っている。
その性格ゆえに、意識せずに相手を傷つけるような言動を取ることもあるが、本人にはその自覚は無い様子。
第1章、第2章共通して全女性キャラで一番胸が大きい。が、作者曰く「やや余分なお肉が付いてるゆえについでに胸にも肉が付いている子」。
蛙江（かわずえ）
化蛙の先祖返り。
第2章での4号室・小人村ちののSS。隠密であり、常に地中に潜んでいるだけの出落ちキャラ。
天然で、語尾に「ござる」を付けてしゃべる。時代錯誤であり、忍の装束を着ているが自分のことを「常識人」だと思っている。
第1章の小人村ちのの恋人でもあった。

### 妖館従業員とその他の関係者
河住 丈太郎（かわすみ じょうたろう）
声 - 村瀬克輝
河童の先祖返り。変化するとかわいらしい河童の姿になる。
ラウンジのコック。なぜかバーテンダーのような振る舞いをするロマンティックダンディ。自称「ジョー」。
河住 小太郎（かわすみ こたろう）
声 - 津田美波
丈太郎の息子。冷静でとてもしっかりした小学生。父の手伝いに妖館に通っている。父が先祖返りであることについて悩んでいたが、丈太郎の言葉により迷いが晴れた。
童辺 あゆむ（わらしべ あゆむ）
声 - 水島大宙
座敷童の先祖返り。
メイド2。ガタイのいいオカマ。意外と博識であり、ちの達の言動にツッコミを入れることもしばしば。いい男には弱い模様。
第2章にも登場しており、経緯は不明だが転生したようで、髪型がボブカットから巻き髪に変わっている。
幸蛇 優二朗（こうだ ゆうじろう）
声 - 増谷康紀
大蛇の先祖返り。変化すると巨大な蛇の姿になる。
メイド3。男なのに何故かメイド。常に目を閉じ、まぶたに目を書いている無表情な人物。なにかと薄幸。見た目とは裏腹に饒舌で 、凜々蝶曰く「明るい人」。
妻と娘とは別居中で、つい先日離婚が決定したらしい。さらに娘にはブログで既に亡くなったことにされている。
その後、童辺あゆむを自宅に置いた結果、幸運になって妻子も帰ってきたが、直後あゆむを発見し、破局した。
猫 月誉（ねこづき ほまれ）
猫又の先祖返り。
妖館のコンシェルジュ。見た目によらず、とても大人しい。タイムカプセルを埋める時も可憐な手紙をそっと連勝に渡していった。変化時には猫耳がつく（猫耳が付く以外はあまり変化しないが猫耳部分にはモザイク処理がされていた）。
ファンシーな考えの持ち主。
武蔵野（むさしの）
第1章の卍里のじいや。毎日卍里のお弁当を届けに来たり、毎日卍里の部屋を掃除しに来ている。少々過保護。落ち武者か亡霊のような風貌。「大人の仲裁」のための材料集めに余念がない。
大晦日での卍里の部屋の大掃除の際、本人が寝ている間に掃除を終わらせていた。
青鬼院 菖蒲（しょうきいん あやめ）
声 - 篠原恵美
第1章の蜻蛉の母親。良識的で心優しい人物であり、御狐神家と交渉し双熾を保護した。
双熾曰く「正義感が強く優しく面倒見のいい暇で出しゃばりな女性」。
蜻蛉との関係は良好である模様。
第2章では第1章の凜々蝶に来世の双熾のことを頼まれ、以前より劣悪な状態で監禁されていた彼を助け出した。
悟ヶ原思紋（さとりがはら しもん）
サトリの先祖返り。
第1章
凜々蝶達が属する先祖返りのコミュニティーの統率者とされる老婆。
先祖返りの家の中でも能力・人柄共に特別信頼されている。
能力の制御が出来ず、情報過多によるパンクを防ぐために屋敷からは出られないものの、各界の隠しだてない情報を入手できるため、強大な権力を持つ。
妖館を設立した人物であり、双熾の保護の際、菖蒲に力添えした張本人でもある。
明るく優しい性格でノリも良く、流行語を使いたがる。
百鬼夜行の後、天寿を全うする。
第2章
少女の姿で登場。第2章でも外に出ることはできないので、ゲームで夏休み体験をするとのこと。
第3章
ifの情報を得た残夏達から連絡を受け、百鬼夜行阻止に協力する姿勢を見せるも、実は百鬼夜行の黒幕であることが判明する。千年桜に時間を奪われたことで不老となった命のために思紋が「儂が其方の未練ある時間になろう」と述べたことが全ての始まりであり、命は思紋にたくさんの物語を届けるため百鬼夜行を行っていた。長い時間の間の末に他人の人生を悟ることに依存するようになり、命も物語が無くなれば見捨てられると思い込むようになってしまっていた。
鴉丸 クロエ（からすま くろえ）
鴉天狗の先祖返り。
思紋の護衛の女性。表情が少なく一見物静かだが、バトルフリークで好みのタイプは「強い人」。第1章での年齢は20歳。
第2章でも同じく思紋の護衛を務めていたが、千年桜を狙い悟ヶ原邸を襲撃した命と対決し、自我を失う。年齢は17歳。
犬神 命（いぬがみ みこと）
犬神の先祖返り。
第1章
百鬼夜行の首謀者。カルタに重傷を負わせ、双熾を殺害した少年。
「百鬼夜行」を実現させようと目論み、他の先祖返りの中の本能を呼び覚ましている。その目的は不明。
「呪い」をかける能力を持ち、掛けられた者は自我を保てなくなる。呪いの潜伏期間は人によって異なり、術者か対象者が死亡する以外の解き方は不明。
第2章
渡狸の友人として登場。横暴だが渡狸とは親しく交流しており、消える前に手紙を残す。
悟ヶ原邸を襲撃した後、千年桜で23年前に戻り再び「百鬼夜行」を起こそうとしている。
第3章
23年後から戻り、再び各地で百鬼夜行を起こす。先祖返り達を追い詰める途中で蜻蛉に遭遇し、真の目的を暴かれる。真の目的は思紋のために全てを「繰り返すこと」である。千年桜に時間を奪われたことで不老となった命のために思紋が「儂が其方の未練ある時間になろう」と述べたことが思紋との大切な思い出となっており、思紋にたくさんの物語を思紋に届けるため百鬼夜行を行っていた。最初は純粋な想いで繋がれていた二人の関係は長い時間の間に歪み、思紋は他人の人生を悟ることに依存するようになり命も物語が無くなれば見捨てられると思い込むようになってしまっていた。不老ではあるが不死の肉体ではないため双熾に敗れ命を落とすが、最期に見せた顔は安らかな寝顔であった。
人魚崎 海（じんなざき うみ）
人魚の先祖返り。常に無表情で卑屈な性格の少年。世のカップルを妬んで事件を起こしていた。
河住 花（かわすみ はな）
声 - 小倉唯
アニメ第13話登場。小太郎の妹。お兄ちゃんっ子。

## 書誌情報
漫画
- 藤原ここあ 『妖狐×僕SS』 スクウェア・エニックス〈ガンガンコミックスJOKER〉、全11巻

1. 2010年4月22日初版発行（同日発売）、ISBN 978-4-7575-2851-2
2. 2010年4月22日初版発行（同日発売）、ISBN 978-4-7575-2852-9
3. 2010年7月22日初版発行（同日発売）、ISBN 978-4-7575-2940-3
4. 2011年2月22日初版発行（同日発売）、ISBN 978-4-7575-3146-8
5. 2011年7月22日初版発行（同日発売）、ISBN 978-4-7575-3290-8
6. 2011年12月22日初版発行（同日発売）、ISBN 978-4-7575-3448-3
7. 2012年6月22日初版発行（同日発売）、ISBN 978-4-7575-3630-2
8. 2012年11月22日初版発行（同日発売）、ISBN 978-4-7575-3794-1
9. 2013年5月22日初版発行（同日発売）、ISBN 978-4-7575-3970-9
10. 2013年10月22日初版発行（同日発売）、ISBN 978-4-7575-4092-7
11. 2014年7月22日初版発行（同日発売）、ISBN 978-4-7575-4359-1

- 『妖狐×僕SS オフィシャルアンソロジー 妖狐×僕SS』 スクウェア・エニックス〈ガンガンコミックスJOKER〉、2012年6月22日初版発行（同日発売）、ISBN 978-4-7575-3631-9

関連書籍
- 『妖狐×僕SS オフィシャルガイド 0』 スクウェア・エニックス〈ガンガンコミックスJOKER〉、2012年3月22日初版発行（同日発売）、ISBN 978-4-7575-3500-8

## テレビアニメ
2012年1月から3月まで、MBSほかにて放送された。地上波では字幕放送を実施。
テレビ放送の全12話に加え、Blu-ray&DVD第7巻には原作者書き下ろしによる特別編が収録された。

### スタッフ
- 原作 - 藤原ここあ（掲載 月刊『ガンガンJOKER』スクウェア・エニックス刊）
- 監督 - 津田尚克
- シリーズ構成 - 根元歳三
- シナリオ・設定監修 - 佐藤卓哉
- キャラクターデザイン・総作画監督 - 飯塚晴子
- プロップデザイン - 岩畑剛一
- 妖怪デザイン - 中原れい
- 美術監督 - 鈴木武志
- 美術設定 - 緒川マミオ
- 色彩設計 - 村田恵里子
- 撮影監督 - 増元由紀大
- 編集 - 廣瀬清志
- 音響監督 - 飯田里樹
- 音楽 - 中川幸太郎
- プロデューサー - 斎藤俊輔、古川慎、梶田浩司、木村康貴、金庭こず恵、前田俊博
- 制作 - david production
- 製作 - 「妖狐×僕SS」製作委員会（アニプレックス、電通、デイヴィッドプロダクション、スクウェア・エニックス、ムービック）、MBS

### 主題歌
オープニングテーマ「ニルヴァーナ」
作詞・作曲 - ミヤ / 編曲 - ミヤ、田中義人 / 歌 - ムック
第1話、第11話、第12話ではエンディングテーマとして使用された。
エンディングテーマ
全作曲 - CHI-MEY / 全編曲 - 大久保友裕、CHI-MEY
「楽園のPhotograph」（第2話、第9話）
作詞 - 藤原ここあ / 歌 - 御狐神双熾（中村悠一）
「君は」（第3話、第8話）
作詞 - 藤原ここあ / 歌 - 白鬼院凜々蝶（日高里菜）
「one way」（第4話）
作詞 - 藤原ここあ / 歌 - 渡狸卍里（江口拓也）、夏目残夏（宮野真守）
「SM判定フォーラム」（第5話、第10話）
作詞 - takumi / 歌 - 青鬼院蜻蛉（杉田智和）
「sweets parade」（第6話）
作詞 - uRy / 歌 - 髏々宮カルタ（花澤香菜）
「太陽と月」（第7話）
作詞 - uRy / 歌 - 反ノ塚連勝（細谷佳正）、雪小路野ばら（日笠陽子）
劇中曲「COMME AU PREMIER JOUR」（第11話、第12話）
by Andre Gagnon

### 各話リスト
- 表冒頭に○が付いている話は、2017年の7週連続セレクト再放送（「放送局>傑作選」を参照）で選ばれた回。

|            | 話数   | サブタイトル       | 脚本       | 絵コンテ              | 演出               | 作画監督                              | 総作画監督      |
| ---------- | ------ | ------------------ | ---------- | --------------------- | ------------------ | ------------------------------------- | --------------- |
| ○          | 第1話  | いぬとぼく         | 根元歳三   | 平井義通、津田尚克    | 平井義通、津田尚克 | 蘇武裕子、西澤千恵                    | 飯塚晴子        |
| ○          | 第2話  | 淋しがり屋の犬     | 根元歳三   | 加藤敏幸              | 黒崎武             | 吉井弘幸、小林亮                      | 飯塚晴子        |
| ○          | 第3話  | ほんとうの契約     | 根元歳三   | 黒柳トシマサ          | 黒柳トシマサ       | 清丸悟、岡崎洋美                      | 飯塚晴子        |
| ○          | 第4話  | 妖館ウォークラリー | 根元歳三   | 津田尚克              | 向井雅浩           | 小林亮、森幸子                        | 飯塚晴子        |
|            | 第5話  | 春の蜻蛉           | 根元歳三   | 加藤敏幸              | 大嶋博之           | 鎌田均、加藤万由子                    | 飯塚晴子        |
|            | 第6話  | 考えるよりも       | 根元歳三   | 森田宏幸              | 鈴木健一           | 蘇武裕子、浜津武広 小林亮、森幸子     | 飯塚晴子        |
| ○          | 第7話  | ふたりのよる       | 根元歳三   | 黒崎武                | 黒崎武             | 西澤千恵、横山謙次 橋本英樹、小林亮   | 飯塚晴子        |
|            | 第8話  | お茶と距離         | 根元歳三   | 吉田泰三              | 吉田隆彦           | 小林亮                                | 飯塚晴子 清丸悟 |
|            | 第9話  | 約束の日           | 根元歳三   | 望月智充              | 羽原久美子         | 小谷杏子、岩岡優子 牧内もも子、中屋了 | 飯塚晴子 清丸悟 |
| ○          | 第10話 | 裏切りの妖狐       | 根元歳三   | 大脊戸聡              | 大脊戸聡           | 小林亮、森幸子                        | 飯塚晴子 清丸悟 |
|            | 第11話 | 陽炎               | 根元歳三   | 吉田泰三              | 向井雅浩           | 河野真貴、谷川政輝 蘇武裕子           | 飯塚晴子 清丸悟 |
| ○          | 第12話 | 二人になった日     | 根元歳三   | 津田尚克              | 津田尚克           | 横山謙次、西澤千恵 小林亮             | 飯塚晴子 清丸悟 |
|            | 第13話 | 御狐神くん変化     | 藤原ここあ | 吉田泰三 黒柳トシマサ | 江副仁美           | 西澤千恵、蘇武裕子 清丸悟             | 飯塚晴子        |
| スイッチ   | 第13話 |                    | 藤原ここあ | 吉田泰三 黒柳トシマサ | 江副仁美           | 西澤千恵、蘇武裕子 清丸悟             | 飯塚晴子        |
| おままごと | 第13話 |                    | 藤原ここあ | 吉田泰三 黒柳トシマサ | 江副仁美           | 西澤千恵、蘇武裕子 清丸悟             | 飯塚晴子        |

### 放送局
| 放送地域   | 放送局             | 放送期間                 | 放送日時                     | 放送系列   | 備考                    |
| 本放送     | 本放送             | 本放送                   | 本放送                       | 本放送     | 本放送                  |
| ---------- | ------------------ | ------------------------ | ---------------------------- | ---------- | ----------------------- |
| 近畿広域圏 | 毎日放送           | 2012年1月13日 - 3月30日  | 金曜 2:00 - 2:30（木曜深夜） | TBS系列    | 製作局                  |
| 関東広域圏 | TBSテレビ          | 2012年1月14日 - 3月31日  | 土曜 2:25 - 2:55（金曜深夜） | TBS系列    |                         |
| 福岡県     | RKB毎日放送        | 2012年1月18日 - 4月4日   | 水曜 2:25 - 2:55（火曜深夜） | TBS系列    | 原作者在住地            |
| 中京広域圏 | 中部日本放送       | 2012年1月20日 - 4月6日   | 金曜 3:05 - 3:35（木曜深夜） | TBS系列    |                         |
| 日本全域   | BS-TBS             | 2012年1月22日 - 3月18日  | 日曜 0:30 - 1:00（土曜深夜） | BS放送     | [ 注 3 ]                |
| 日本全域   | BS-TBS             | 2012年4月1日 - 4月15日   | 日曜 0:00 - 1:00（土曜深夜） | BS放送     | [ 注 3 ]                |
| 日本全域   | ニコニコ生放送     | 2012年1月22日 - 4月8日   | 日曜 21:00 - 21:30           | ネット配信 |                         |
| 日本全域   | ニコニコチャンネル | 2012年1月22日 - 4月8日   | 日曜 21:30 更新              | ネット配信 | 最新話1週間無料         |
| 特別編     |                    |                          |                              |            |                         |
| 近畿広域圏 | 毎日放送           | 2013年4月5日             | 金曜 1:35 - 2:05（木曜深夜） | TBS系列    | 製作局                  |
| 関東広域圏 | TBSテレビ          | 2013年4月6日             | 土曜 1:55 - 2:25（金曜深夜） | TBS系列    |                         |
| 日本全域   | BS-TBS             | 2013年4月7日             | 日曜 0:00 - 0:30（土曜深夜） | BS放送     |                         |
| 中京広域圏 | 中部日本放送       | 2013年4月11日            | 木曜 3:13 - 3:43（水曜深夜） | TBS系列    |                         |
| 傑作選     |                    |                          |                              |            |                         |
| 東京都     | TOKYO MX           | 2017年10月7日 - 11月18日 | 土曜 0:00 - 0:30（金曜深夜） | 独立局     | 東京都内では実質再放送  |
| 栃木県     | とちぎテレビ       | 2017年10月7日 - 11月18日 | 土曜 0:00 - 0:30（金曜深夜） | 独立局     | 栃木県内では実質再放送  |
| 群馬県     | 群馬テレビ         | 2017年10月7日 - 11月18日 | 土曜 0:00 - 0:30（金曜深夜） | 独立局     | 群馬県内では実質再放送  |
| 日本全域   | BS11               | 2017年10月7日 - 11月18日 | 土曜 0:00 - 0:30（金曜深夜） | BS放送     | 『ANIME+』枠 実質再放送 |

### エージェントリリース
- センタイ・フィルムワークス（北アメリカ）
- Hanabee（オーストラリア）
- MVM Films（イギリス）

### Webラジオ
- タイトル - 『ラジオ・ド・章樫』
- 配信サイト - アニメイトTV
- 配信期間 - 2012年2月24日 - 2012年5月31日 （月2回、不定期更新）
- パーソナリティ - 日高里菜&中村悠一、細谷佳正&日笠陽子、杉田智和&花澤香菜、江口拓也&宮野真守（4組でのローテーションとなる）
  - 第0回 - 日高里菜（白鬼院凜々蝶 役）（2012年1月11日に『いぬぼくラジオ（仮）』のタイトルで配信された）
  - 第1回 - 日高里菜（白鬼院凜々蝶 役）&中村悠一（御狐神双熾 役）
  - 第2回 - 細谷佳正（反ノ塚連勝 役）&日笠陽子（雪小路野ばら 役）
  - 第3回 - 杉田智和（青鬼院蜻蛉 役）& 花澤香菜（髏々宮カルタ 役）
  - 第4回 - 江口拓也（渡狸卍里 役）&宮野真守（夏目残夏 役）
  - 第5回（最終回） - 日高里菜（白鬼院凜々蝶 役）&中村悠一（御狐神双熾 役）

### 主なイベント
- 放送開始を前に試写会が開催された。公式サイトにおける「試験」の上位正解者を抽選で招待。
- 2012年4月1日のアニメ コンテンツ エキスポにて本作のステージイベントが開催され、下記のイベントの題名も決定された[17]。
- 2012年6月17日に横浜BLITZにて『妖狐×僕SS 〜シークレットなサービスなんて し、しないんだからね!〜』を昼夜2部制で開催。BD/DVD第2巻に先行販売申込券が付属。司会は吉田尚記ニッポン放送アナウンサー。メインキャスト8名に加え、第2部では村瀬克輝もVTR出演。また、このイベントの模様を生中継のライブビューイングが全国各地で開催された[18]。
  - この模様を収録したBD/DVDが、2012年10月24日に発売された[19]。

## ゲーム
- 携帯サイト「モバイルアニメイト」ではflashゲームが提供されている[20]。「いぬVSぼくリバーシ対決!」ほか。サイトの利用には利用料金がかかる。